# Планирано остаряване
Планираното остаряване (понякога известно като планирано прекъсване) в индустриалния и икономическия дизайн е политика за изкуствено съкращаване на живота на даден продукт, така че той да остарее – неизползваем или извън модата – след определен период. Това действие има за цел да увеличи потреблението чрез разпределяне на време до следващата дата на покупка. Компаниите, които използват тази политика, изчисляват, че печалбите им от допълнителни продажби ще бъдат по-големи от разходите за изследвания и разработки и алтернативната цена на новия продукт. Тази оценка невинаги е валидна, тъй като има възможност потребителят да закупи новия продукт от друга компания.

## История
Терминът „планирано остаряване“ се споменава за първи път в документа Прекратяване на икономическата криза чрез планирано остаряване
от икономиста Бернард Лондон през 1932 г., в разгара на световната икономическа криза.

### Акценти от документа от периода на икономическата криза
Бернард Лондон обяснява, че модерните технологии и еволюцията на науката и нейният принос към бизнеса са засилили и повишили производителността на фабриките и селското стопанство. Основният проблем на икономиката не е как да насърчава производството, а как да намери все повече и повече купувачи.
По време на икономическата криза проблемът бил че хората живеели с твърде нисък стандарт на живот, докато фабричните складове били пълни и заредени с много оборудване, за което нямало търсене. Следователно цените паднали и нямало причина да се произвежда повече.
Капацитетът на селскостопанската и промишлената продукция се увеличил, но нямало търсене.
Лондон твърдял, че икономиката е твърде зависима от капризното поведение на потребителите; по време на икономически разцвет хората заменяли старото с модерното и да бъдат в крак с времето, докато по време на криза използвали всичко, което имат за дълги периоди.
Ето защо, Лондон се аргументирал, че остаряването е необходимо да бъде планирано, така че да може да се предвиди предварително. Съвременният мениджмънт трябвало да балансира производството и потреблението, така че голяма група от хора, например работници във фабриките в градовете, да могат да обменят продуктите, които създават по време на работното си време, за продукцията, която фермерите отглеждат.

### Бизнес стратегия и жизнен цикъл на продукта
Остаряването на продуктите за увеличаване на икономическата активност заема широко място в бизнес стратегията на много индустрии в западния свят. Вместо да насилва остаряването, индустрията създава страстта и изкушението за възобновяема собственост. През 1954 г. по време на конференция на тема рекламата Брукс Стивънс (1911 – 1995) използва този термин като заглавие на лекция, в която обяснява необходимостта „да вгради в купувача желанието да притежава нещо малко по-ново, малко по-добро, малко по-рано от необходимото“.
Картелът за производство на крушки PHOEBUS е пример за такова поведение в световен мащаб. Документите, разкрити в Източна Германия след падането на Берлинската стена, документират политика за превземане на световното производство на електрически крушки с цел увеличаване на тяхното потребление чрез съкращаване на живота им. През 20-те години с началото на масовото производство животът на крушката достига до 2500 часа осветление. Откритите секретни документи разкриват заповедта за съкращаване на живота на крушката до само 1000 часа, като фабриките, които надвишават, били принуждавани да плащат картелни глоби.

## Видове планирано остаряване
Процесът на проектиране на всеки продукт включва отчитане на живота му и съответно всички негови компоненти са проектирани. Всички продукти ще бъдат консумирани в даден момент, разградени, ще престанат да съществуват. Продуктът обаче е проектиран в съответствие с бизнес стратегията на производителя и когато жизненият цикъл е изкуствено съкратен, производителят изглежда ускорява пътя към възобновяване на продажбите, като деактивира стария продукт.
Често срещан начин за съкращаване на живота на даден продукт е чрез използване на лоши материали в критични точки: слаби метални винтове, крехка пластмаса, лесно разкъсвана тъкан – всичко това води до превръщането на продукта в неизползваем.
Устройство може да се захранва от батерия, която е заварена към електрическата верига или вградена в запечатан контейнер, за да обезкуражи собственика да го замени и да насърчи закупуването на ново оборудване.
Фурните за вграждане с електронно управление – което по своята същност е чувствително към топлина – в непосредствена близост до горещата зона, вероятно ще се разрушат за кратък период от време.
По същия начин вътрешното LED осветление във фурните за печене – които по своето естество са чувствителни към топлина – вероятно ще се развали за кратък период от време.
Някои производители на принтери инсталират интелигентни чипове, които деактивират касетите с мастило на принтерите им и не позволяват използването им след определен брой отпечатани страници (уж да предупреждават за касетата с мастило, когато касетата всъщност е над половината от мастилото) или след „дата на изтичане“ в касетата, за да насърчи потребителя да закупи нови касети, които обикновено са по-скъпи от цената на нов принтер.